# Gerhard Hanke (Historiker)
Gerhard Hanke (* 22. Mai 1924 in Bodenbach, Tschechoslowakei; † 11. Juni 1998 in Dachau) war ein deutscher Wirtschaftshistoriker, Landeshistoriker und Heimatforscher.

## Leben und Werk
Hanke schloss 1942 das Realgymnasium in Reichenberg ab und diente anschließend in der Wehrmacht. Er kam 1946 als Heimatvertriebener nach Bayern. Er studierte an der  Philosophisch-Theologischen Hochschule Dillingen, der Ludwig-Maximilians-Universität München und der University of Virginia Wirtschaftsgeschichte. 1953 wurde er an der Staatswirtschaftlichen Fakultät der Universität München zum Dr. oec. publ. promoviert.
Sein beruflicher Werdegang führte ihn bis auf den Posten des stellvertretenden Leiters der volkswirtschaftlichen Abteilung der Bayerischen Staatsbank.
1961 holte ihn Karl Bosl an das Collegium Carolinum. Er war Mitarbeiter am Handbuch der Geschichte der böhmischen Länder und von 1983 bis zu seinem Ruhestand 1987 Geschäftsführer des Instituts. Als Historiker untersuchte er die ländliche Sozialstruktur Altbayerns. Bekannt wurde Hanke durch seine Forschungen zur Geschichte der Stadt Dachau und ihres Umlandes. 1965 gründete er die regionalgeschichtliche Vierteljahresschrift Amperland, für die er als Hauptschriftleiter und Herausgeber rund 185 heimatgeschichtliche Beiträge verfasste. Der heute gängige regionalgeschichtliche Begriff Amperland ist ein Kunstbegriff, der auf Gerhard Hanke zurückgeht.
Sein zusammen mit der Kunsthistorikerin Ottilie Thiemann-Stoedtner (1890–1987) herausgegebenes Werk Dachauer Maler, 1989 in zweiter Auflage erschienen, beinhaltet über 40 Künstlerbiografien, die die Entstehung und Bedeutung der Künstlerkolonie Dachau veranschaulichen.
Hankes Nachlass befindet sich im Stadtarchiv Dachau.

## Ehrungen
- Bundesverdienstkreuz am Bande (18. Oktober 1982)[10]
- Goldene Bürgermedaille der Stadt Dachau (1989)
- Kron-Maus-Kulturpreis (1993)
- Benennung des Dr.-Gerhard-Hanke-Wegs in Dachau[11]

## Schriften
- Zwischenstaatliche Handelsschranken auf dem Gebiete landwirtschaftlicher Erzeugnisse. Dargestellt an Beispielen der nordamerikanischen Nahrungsproduktion. 1952 (Dissertation, Staatswissenschaftliche Fakultät, Universität München, 1953).
- Zur Sozialstruktur der ländlichen Siedlungen Altbayerns im 17. und 18. Jahrhundert. In: Gesellschaft und Herrschaft. Forschungen zu sozial- und landesgeschichtlichen Problemen vornehmlich in Bayern. Beck, München 1969, S. 219–270.
- Gerhard Hanke: Das Zeitalter des Zentralismus (1740–1848). In: Karl Bosl (Hrsg.): Handbuch der Geschichte der böhmischen Länder. Band 2: Die böhmischen Länder von der Hochblüte der Ständeherrschaft bis zum Erwachen eines modernen Nationalbewußtseins. Hiersemann, Stuttgart 1974, S. 413–645.
- 1200 Jahre Vierkirchen, 779–1979. Festschrift. Steigenberger, Dachau 1979.
- 50 Jahre Ludwig-Thoma-Gemeinde Dachau e.V. 1932–1982. Ludwig-Thoma-Gemeinde, Dachau 1982.
- mit Hans Hipp: Lebzelter – Wachszieher – Metbrauer. Verlagsanstalt Bayerland, Dachau 1987, ISBN 3-89251-031-8.
- Die Königlich Privilegierte Feuerschützengesellschaft Dachau. Verlagsanstalt Bayerland, Dachau 1989, ISBN 3-89251-071-7.
- mit Ottilie Thiemann-Stoedtner: Dachauer Maler. Verlagsanstalt Bayerland, Dachau 1989, ISBN 3-89251-054-7.
- mit Wilhelm Liebhart: Der Landkreis Dachau (= Kulturgeschichte des Dachauer Landes. Bd. 1). Museumsverein Dachau, Dachau 1992, ISBN 3-89251-052-0.
- Geschichte des Marktes und der Stadt Dachau (= Kulturgeschichte des Dachauer Landes. Bd. 3). Verlags-Anstalt Bayerland, Dachau 2000, ISBN 3-926355-03-4.